# Anthony Brown (politico)
Anthony Gregory Brown (Huntington, 21 novembre 1961) è un politico statunitense, procuratore generale dello stato del Maryland dal 2023 e in precedenza membro della Camera dei Rappresentanti per lo stesso stato dal 2017 al 2023.

## Biografia
La carriera politica di Brown comincia nel 1998 quando viene eletto nella Camera dei delegati del Maryland, incarico che mantiene fino al 2006. Nel 2006 viene eletto Vicegovernatore (Lieutenant Governor) del Maryland in ticket con Martin O'Malley, venendo poi rieletto nel 2010 e mantenendo l'incarico fino al gennaio 2015. Brown è un colonnello della United States Army Reserve e ha servito nell'esercito americano per quasi trenta anni. Nel 2016 si candida alla Camera dei rappresentanti nel seggio reso vacante dal ritiro di Donna Edwards e vince delle affollate primarie democratiche con 6 candidati con il 41% dei voti vincendo poi nettamente le elezioni generali dell'8 novembre, come prevedibile in un distretto nettamente democratico.
Non si è ricandidato per il 118º Congresso, per candidarsi come Procuratore generale.